# Hanna Dax
Hanna Dax (geboren im 20. Jahrhundert; gestorben unbekannt) war von 1947 bis 1950 Mitglied des Bayerischen Verfassungsgerichtshofs.

## Leben
Am 17. Juli 1947 wurde Hanna Dax von der CSU-Fraktion als nichtberufsrichterliches Mitglied am Bayerischen Verfassungsgerichtshof vorgeschlagen. Der Bayerische Landtag hat sie anschließend mit Mehrheitsvotum gewählt. Dax übte ihr Amt bis 1950 aus. Als Beruf wird im Plenarprotokoll „Professorsgattin“ angegeben. Da Dax bei ihrer Wahl mindestens 40 Jahre alt sein musste, ist sie spätestens 1907 geboren und lebt vermutlich nicht mehr. Zum Zeitpunkt ihrer Wahl 1947 lebte Dax in Regensburg.

## Weblink
- Liste der nichtberufsrichterlichen Mitglieder des Bayerischen Verfassungsgerichtshofs – Wikipedia